# Политковский, Николай Романович (1763—1830)
Николай Романович Политковский (1763 или 1764 — 1830) — русский государственный деятель, черниговский вице-губернатор; действительный статский советник.

## Биография
Происходил из дворян Политковских, родился в 1763 или 1764 году. Поступив в 1776 году учеником в Московский университет (благородный пансион?), в 1784 году был произведён в студенты, а в 1790 году вышел из университета, прослушав курсы математики, физики, истории, географии, философии, языков русского, греческого, латинского, немецкого, французского, английского и итальянского.
С 26 февраля 1790 года по 30 декабря 1792 года был фурьером в штате генерал-фельдмаршала Румянцева-Задунайского. С 21 мая 1794 года по 30 мая 1795 года был переводчиком при Коллегии иностранных дел, а затем был послан в Англию «для дел вспомогательной эскадры, производимых на иностранных языках»; до 1797 года находился во всех крейсерствах в Северном море и у берегов Голландии; 24 февраля 1797 года получил чин коллежского асессора. Назначенный 15 сентября 1798 года директором школ Киевской губернии, 31 мая 1800 года Политковский был определён цензором в Малороссийский почтамт.
С 26 февраля 1803 года был советником в Черниговской казённой палате; произведён 17 февраля 1804 года в коллежские советники, а 28 июля 1811 года — в статские советники. В 1808 году получил орден Св. Анны 2-й степени
С 1814 года состоял в ведомстве Министерства финансов и в 1819 году был назначен Черниговским вице-губернатором; 26 декабря 1823 года получил чин действительного статского советника. В августе 1827 года его заслуги были отмечены орденом Св. Владимира 3-й степени.
Скончался в Чернигове 6 (18) ноября 1830 года; погребён у Ильинской церкви, у Троицкого монастыря.
Вероятно, ему, а не другому H. P. Политковскому, принадлежит перевод с французского языка: «Об электрической материи тела человеческого…» (М. : Унив. тип., у В. Окорокова, 1789. — XIV, 454 с.), с посвящением графу К. Г. Разумовскому. Ему же, вероятно, принадлежит и перевод: «Описание совершеннейшего планетника…» (СПб.: Тип. Гос. мед. коллегии, 1797. — [2], 56 с.) — без имени переводчика.